# جام مصفا
«جام مصفا» نام یک آلبوم موسیقی سنتی ایرانی شامل ۸ قطعه است که در فروردین سال ۱۳۹۱ توسط انتشارات سروش منتشر شد. این آلبوم شامل قطعاتی به آهنگسازی حبیب الله بدیعی ، محسن حسینی و علیرضا افتخاری است.

## قطعات
| نام ترانه      | ترانه‌سرا         | آهنگساز        | تنظیم کننده |
| -------------- | ---------------- | -------------- | ----------- |
| خندهٔ گل        | اسماعیل نواب صفا | حبیب‌الله بدیعی | محسن حسینی  |
| باغ رؤیا       | بیژن ارژن        | محسن حسینی     | محسن حسینی  |
| خیالستان مستان | بیژن ارژن        | محسن حسینی     | محسن حسینی  |
| خیال انگیز     | رهی معیری        | علیرضا افتخاری | محسن حسینی  |
| اشک            | نصرالله مردانی   | محسن حسینی     | محسن حسینی  |
| کام هزار ساله  | بیژن ارژن        | محسن حسینی     | محسن حسینی  |
| خانه برانداز   | رهی معیری        | علیرضا افتخاری | محسن حسینی  |
| جام مصفا       | امیر خسرو دهلوی  | علیرضا افتخاری | محسن حسینی  |

## دست اندرکاران
- خواننده: علیرضا افتخاری

- ترانه سرا: اسماعیل نواب صفا، بیژن ارژن، رهی معیری، نصرالله مردانی و امیر خسرو دهلوی

- آهنگساز: حبیب الله بدیعی، محسن حسینی، علیرضا افتخاری

- تنظیم کننده: محسن حسینی